# Avram Moiseevich Razgon
Avram Moiseevich Razgon foi um historiador russo e teórico da museologia. Obteve o título de Doktor nauk em 1974 e tornou-se professor universitário em 1986.

## Biografia
Razgon nasceu em Yartsevo, em 6 de janeiro de 1920 e morreu em Moscou, em 3 de fevereiro de 1989. Formou-se na Universidade de Lomonosov em Moscou em 1948. Foi aluno e, mais tarde, assistente de N. Rubinstein, renomado historiador soviético especialista na historiografia da história russa. 
Entre os anos de 1952 e 1962, Razgon trabalhou como pesquisador sênior e, posteriormente, de 1962 a 1972 foi Vice-Diretor de Ciências no Instituto de Pesquisa para Estudos de Museu em Moscou.
Foi chefe do Setor de Estudos sobre Museus no Museu da Revolução, de 1972 a 1974, e chefiou o Departamento de cartografia do Museu Histórico do Estado em Moscou entre os anos de 1974 e 1988. 
Em 1984, Razgon fundou o Departamento de Estudos sobre Museus no Instituto All Union para Aperfeiçoamento de Habilidades Profissionais de Trabalhadores de Arte e Cultura e chefiou este Departamento até 1989. Integrou o corpo docente na Faculdade de História da Universidade de Lomonosov e no departamento de Estudos sobre Museus do Instituto Estadual Histórico-Arquivístico de Moscou. 
Na URSS, ele foi o primeiro acadêmico a atingir, em 1986, o grau de professor no Departamento de Estudos sobre Museus.
Razgon foi um dos fundadores do Comitê Internacional de Museologia do ICOM, o ICOFOM, e entre 1977 e 1983 foi Vice-Presidente deste comitê. Participou ainda da criação do glossário internacional de termos museológicos, o Dictionarium Museologicum publicado em 1983 e 1986.
Juntamente com museólogos da GDR (República Democrática Alemã), Razgon liderou um projeto internacional para escrever o livro "Museum Studies: Historical museums", que foi publicado em 1988. Durante anos, este foi o principal livro sobre museologia na região. Nas últimas décadas de sua vida, Razgon investiu seu tempo no desenvolvimento dos fundamentos teóricos e metodológicos para educação dos profissionais de museologia. 

## Pontos de vista sobre a museologia
Razgon escreveu mais de 100 artigos científicos sobre história econômica e museologia. Sua pesquisa baseou-se em arquivos e publicações, bem como em objetos de coleções de museus e seus escritos foram dedicados à história dos museus de tradição local, histórica, arqueológica e militar, e à proteção de monumentos históricos e culturais no contexto da história da sociedade e do desenvolvimento do conhecimento científico. Resumindo estas observações, sua dissertação de doutorado “Museus históricos na Rússia entre 1861-1917”, em 1973, tornou-se um trabalho importante na historiografia da museologia russa. 
Ele coordenou a elaboração de escritos coletivos sobre a história do trabalho nos museus intitulada “Ensaios sobre a história dos museus na Rússia e na URSS (1960-1971”. Entre esses escritos estavam os que Razgon publicou a respeito do estado dos museus e monumentos históricos desde o século XVIII até o ano de 1917. 
Desde meados da década de 1970, os interesses científicos de Razgon residiam principalmente no campo da história e na teoria do Estudo sobre Museus. Ele considerou que a museologia mostrava características de um “ramo científico independente”, que estudava os processos de preservação da informação social, o conhecimento do mundo e a transferência de conhecimento e emoção através dos objetos de museu. Ele estava promovendo a ideia de "estudos sobre as fontes dos museus", isto é, objetos de museus analisados como fonte de informação. Ele também se interessou em determinar o lugar da museologia em relação a outras ciências e campos de conhecimento, e na melhoria da terminologia museológica.
A ideia de Razgon de "Estudos Sobre as Fontes dos Museus" como uma área separada de conhecimento foi desenvolvida mais tarde nos escritos de Nina P. Finyagina (1930-2000) e Natalia G. Samarina (1958-2011). Do ponto de vista das museólogas, a principal diferença entre os "estudos sobre as fontes dos museus" e "estudos sobre as fontes históricas" reside na ênfase da informação semântica que um objeto de museu pode conter.

## Obras
- Finjagina N. P., Razgon A.M. Izučenie i naučnoe opisanie pamjatnikov material’noj kul’tury. Moskva : Sovetskaja Rossija, 1972, 271 p.
- Razgon A.M. Research work in museums: its possibilities and limits, in Possibilities and Limits in Scientific Research Typical for the Museums. (Les possibilités et les limites du travail et de la recherche scientifiques dans les muses, in Possibilités et limites de la recherche scientifique typiques pour les musées). Brno, Musée morave, 1978, p. 20–45, 99–127.
- Razgon A.M. Contemporary museology and the problem, in Sociological and Ecological Aspects in Modern Museum Activities in the Light of Cooperation With Other Related Institutions. (La muséologie contemporaine et le problème de la place des musées dans le système des institutions sociales, in Aspects sociologiques et écologiques dans l’activité des musées modernes en coopération avec les autres organisations sœurs). Brno, Moravian Museum, 1979, p. 29–37.
- Razgon A.M. Museological provocations 1979, in Museology – Science or just practical museum work? MuWoP 1, 1980, p. 11–12.
- Razgon A.M. Multidisciplinary research in museology. MuWoP 2, 1981, p. 51–53.